# Gelbköpfige Dolchwespe
Die Gelbstirnige Dolchwespe, auch Rotstirnige Dolchwespe genannt, (Megascolia maculata) ist ein Hautflügler aus der Familie der Dolchwespen (Scoliidae).
Die Gattung Megascolia ist in Europa nur mit zwei Arten vertreten, die alle zur gleichen Untergattung Regiscolia gehören. Die Art maculata ist in Europa durch drei Unterarten repräsentiert.
|                                                 |                                           |
| Abb. 1: Bild zur Erstbe- schreibung durch Drury | Abb. 2: Männchen von M. maculata maculata |
|                                                 |                                           |
| Abb. 3: Kopf mit Oberkiefer beim Weibchen       | Abb. 4: Weibchen von M. maculata maculata |

## Bemerkungen zum Namen
Der dänische Entomologe Fabricius beschrieb ein Weibchen der Art im Jahr 1775 seiner Meinung nach zum ersten Mal und gab ihr den Namen Scolia flavifrons (lat. flavi-frons = gelbe Stirn). Zwölf Jahre später beschrieb Fabricius eine sehr ähnliche Art, auch ein Weibchen, das ebenfalls eine gelbe Stirn hatte, allerdings im Unterschied zu Scolia flavifrons am Hinterleibsende nicht schwarz, sondern rostrot behaart war. Er stellte die Art deswegen ebenfalls in die Gattung Scolia und nannte sie Scolia haemorrhoidalis (haemorrhoidālis von altgr. αίμα hāīma, Blut, u. ροή, rhoē, Fluss, mit Bezug auf die Farbe).
1927 wurden wegen der geringen Unterschiede zwischen Scolia flavifrons und Scolia haemorrhoidalis, auf die schon Vander Linden 1826 hinweist, beide als Unterarten der gleichen Art eingestuft. Aus der erstbeschriebenen Scolia flavifrons wurde die Unterart flavifrons flavifrons, aus der später beschriebenen Scolia haemorrhoidalis die Unterart flavifrons haemorrhoidalis. Diese Schreibweisen werden teilweise fälschlicherweise noch heute gebraucht.
Nachdem die Definition der Gattung Scolia (altgr. σκολιός skolios gebogen, gekrümmt) entsprechend dem damaligen Blickwinkel der Entomologen anhand des Baus der Mundwerkzeuge erfolgt war (lat. os lingua brevi, inflexa, trifida = Zungenbein kurz, gebogen, dreizackig, …) richtete sich schon bald das Augenmerk der Fachleute auf die Aderung der Flügel. Es wurde festgestellt, dass die Aderung innerhalb der Gattung Scolia nicht einheitlich war und es erfolgten deswegen verschiedene Aufspaltungen der Gattung, die teilweise aber wieder verworfen wurden. Die Gelbstirnige Goldwespe wurde wegen der drei Cubitalzellen 1863 in die Untergattung Triscolia (lat.tri = drei, die Flügeladern bilden drei Cubitalzellen) gestellt. Triscolia wurde 1928 in Triscolia s. str. und Megascolia (altgr. μεγα mega, groß, Große Scolia) geteilt. Megascolia wurde bereits 1928 in zwei Sektionen geteilt, die Arten der alten Welt und damit auch die Gelbstirnige Dolchwespe wurden 1964 in die Untergattung Regiscolia (lat. königliche Scolia) gestellt. Die hier beschriebene Art würde demgemäß Megascolia (Regiscolia) flavifrons heißen.
Bei Aufarbeitung der Quellen bemerkte man, dass das Weibchen der Art bereits 1773 von dem Engländer Drury unter dem Namen Sphex maculata (altgr. σφήξ, sphex = Wespe, lat. maculata = gefleckt) beschrieben worden war (Abb. 1). Entsprechend den Nomenklaturregeln wird der ältere Artname maculata mit der aktuellen Zuteilung zu einer Gattung kombiniert, das Tier heißt also ausführlich Megascolia (Regiscolia) maculata (Drury 1773). Da flavifrons und haemorrhoidalis Untergattungen sind und Drury die Unterart haemorrhoidalis beschrieben hat, wird 1928 Scolia flavifrons haemorrhoidalis zu Megascolia maculata maculata, Scolia flavifrons flavifrons jedoch zu Megascolia maculata flavifrons. Die Unterart Megascolia maculata bischofi wurde ebenfalls 1927 beschrieben.
Eine stark abweichende systematische Einteilung schlägt Argaman vor.

## Merkmale
Die Wespen haben eine Körperlänge von 33 bis 40 Millimeter (Weibchen) bzw. 25 bis 30 Millimeter (Männchen). Die robuster gebauten Weibchen (Abb. 4) haben einen schwarzen Körper mit gelber Zeichnung. Die Oberseite des Kopfes ist gelb oder orange gefärbt, im Bereich der drei Ocellen häufig geschwärzt. Auf dem zweiten und dritten Tergit befinden sich je zwei große Flecken, die bei manchen Individuen zu einer Binde verschmolzen sind. Der Scheitel ist glatt und glänzend; mittig befindet sich eine schmale Längsfurche. Die Vorderflügel haben drei Cubitalzellen und eine Diskoidalzelle. Das Legerohr ist zu einem Giftstachel umgebildet. Das Ei tritt wie bei allen Aculeata bereits an der Basis des Stachels aus.
Die schlankeren Männchen (Abb. 2) sind schwarz und haben auf dem zweiten und dritten Tergit ebenso je zwei gelbe Flecken, die häufig zu Binden verschmolzen sind. Der Scheitel ist dicht gepunktet strukturiert. Die Vorderflügel haben wie auch bei den Weibchen drei Cubitalzellen und eine Diskoidalzelle.
Die dolchartigen Oberkiefer sind beim Weibchen (Abb. 3) länger und spitzer als beim Männchen. Die Beine sind beim Weibchen kräftiger, ihre Behaarung steif, beim Männchen ist die Beinbehaarung weich. Die Antennen verdicken sich nach außen schwach. Beim Männchen sind sie dreizehngliedrig, durchgehend schwarz und relativ lang gestreckt. Beim Weibchen sind sie zwölfgliedrig, kürzer und gebogen. Am neunten Sternit befinden sich beim Männchen drei Dornen, die dem Weibchen fehlen.
Bei der Unterart Megascolia maculata maculata ist die Behaarung der Brust und der letzten Hinterleibssegmente beim Weibchen rötlich bis gelblich (Abb. 4), beim Männchen ist ein Teil des Scutums und die letzten Hinterleibssegmente auf der Oberseite rot behaart (Abb. 2). Die Cuticula ist beim Weibchen schwarz mit einem Braunton.
Bei der Unterart Megascolia maculata flavifrons ist die Behaarung von Kopf, Brust und dem ganzen Hinterleib schwarz, die Kutikula tiefschwarz. Beim Männchen ist die Behaarung über den gelben Flecken hell (Bilder unter Weblinks).
Bei der nur auf Zypern heimischen Megascolia maculata bischoffi ist die Behaarung der letzten Hinterleibssegmente beim Weibchen braunrot, beim Männchen oberseits hell rotgelb.

## Biologie
Die tagaktive Art bevorzugt trockenwarme Biotope. Pro Jahr bringt sie eine Generation hervor. Die Tiere erscheinen in Mitteleuropa im frühen Hochsommer. Die Imagines sind Nektarfresser und bevorzugen bei der Nahrungssuche blaue und rotblaue Blüten aus verschiedenen Familien, wie z. B. der Gattung der Lauche (Allium), Disteln und distelähnliche Mannstreu-Arten.
Die Männchen erscheinen sowohl tageszeitlich als auch jahreszeitlich vor den Weibchen. Auf der Suche nach einem Geschlechtspartner überfliegen sie das Gelände in einer Höhe von 50 bis 80 Zentimeter, bevorzugt gegen die Windrichtung. Nur zur Nahrungsaufnahme wird der Flug kurzzeitig unterbrochen. Wenn gegen Mittag die Weibchen auftauchen, wird ihre Anwesenheit von den Männchen erkannt, noch bevor die Weibchen die Erdoberfläche erreicht haben. Über dem Bereich, wo das Weibchen auftauchen wird, fliegen zahlreiche Männchen schnell auf und ab. Das Weibchen wird gleich nach seinem Erscheinen begattet, meist vom größten Männchen. Damit verliert es seine Attraktivität für andere Männchen. Während die Weibchen gegen Abend sich im Boden verkriechen und dort die Nacht verbringen, setzen die Männchen ihren Suchflug fort. Oft übernachten sie gemeinsam auf Blüten.
Das begattete Weibchen verwendet viel Zeit und Energie auf das Suchen eines geeigneten Wirtes. Dies ist in aller Regel eine Larve des Nashornkäfers (Oryctes nasicornis) im letzten Larvenstadium; auch die Engerlingslarven von Hirschkäfer (Lucanus cervus), Walker (Polyphylla fullo) und Anoxia villosa kommen infrage. Das Weibchen fliegt in etwa 15 cm Höhe in Schleifen über den Boden. Es spürt die Larve mit dem Geruchssinn auf und gräbt sich zu ihr vor. Das Weibchen attackiert die Larve, sobald es sie erreicht. Es versucht, in die Nervenganglien auf der Körperunterseite zu stechen. Die Larven versuchen sich zu drehen und zu krümmen, um den gefährdeten Körperbereich zu schützen, oder zu entkommen. Die Wespe ihrerseits versucht durch Bisse und Stiche ohne Giftabgabe, die Larve zu Positionsänderungen zu zwingen. Wenn die Larve zu ermatten beginnt, versetzt ihr die Wespe einige vorbereitende Stiche. Sobald der Widerstand der Larve genügend nachlässt, wird sie von der Wespe auf der Brustunterseite im Bereich zwischen dem mittleren und hinteren Beinpaar ins Bauchmark gestochen.
Das Gift enthält [Thr6]-Bradykinin und Megascoliakinin ([Thr6]-Bradykinin-Lys-Ala). Diese Gifte blockieren im Nervensystem von Insekten irreversibel die synaptische Übertragung an Nikotinischen Acetylcholinrezeptoren auf der präsynaptischen Seite. Der Stich führt zur endgültigen Unbeweglichkeit der Larve.
Im Versuch gelang es keiner Larve, die Wespe endgültig abzuschütteln. Die Paralyse tritt bei Nashornkäferlarven nach drei bis fünf Minuten ein. Befindet sich die Larve in ungünstiger Umgebung, sucht die Wespe nach einer anderen Larve. Auch das Verfrachten von paralysierten Larven in geeignetere Umgebung wurde beobachtet. Befindet sich die Larve in lockerem Erdreich, dann speichelt das Weibchen die Erdpartikel um die paralysierte Larve herum ein und verdichtet und verklebt sie zu einer einfachen Höhle. Sie reinigt die Käferlarve, entfernt auch eventuell vorhandene Parasiten, und legt ein dotterreiches Ei außen auf der Käferlarve ab. Das Ei wird so auf die Unterseite der Käferlarve geklebt, dass das Ende, bei dem beim Schlüpfen der Larvenkopf erscheint, auf der Haut der Käferlarve zu liegen kommt. Dann nimmt das Weibchen die Suche nach einer weiteren Käferlarve auf. Nach dem Schlüpfen bohren sich die Wespenlarven nur mit dem Kopf in die Käferlarve und saugen sie aus. Der übrige Teil der Wespenlarve bleibt außerhalb der Käferlarve. Die Wespenlarven häuten sich drei Mal, dann verpuppen sie sich in einem selbst gefertigten Kokon, in dem sie überwintern. Die Art zeigt somit innerhalb der Dolchwespen eine frühe Stufe der Brutfürsorge, die in verwandten Wespengruppen zum Bau einer Bruthöhle führt, in die die paralysierte Beute eingetragen wird. Die Befestigung des Eies in einer bestimmten Stellung ist jedoch bereits eine Weiterentwicklung einer einfachen Eiablage auf dem paralysierten Tier.

## Vorkommen
Die Unterart Megascolia maculata maculata ist im östlichen Mittelmeerraum weit verbreitet, erreicht jedoch auch Südfrankreich. Nach Osten erstreckt sich das Verbreitungsgebiet bis in den Iran.
Die Unterart Megascolia maculata flavifrons ist auf das westliche Mittelmeergebiet beschränkt (Italien, Frankreich, Spanien, Marokko und Algerien, Andorra, Balearen, Korsika). In Frankreich und Norditalien kommen beide Unterarten vor.
Die Unterart Megascolia maculata bischoffi findet man endemisch auf Zypern.

## Belege